# 23465 Yamashitakouhei
23465 Yamashitakouhei este o planetă minoră (asteroid), cu un diametru de 2,877 km, din centura de asteroizi. A fost descoperită pe 24 octombrie 1989 la Kitami Observatory⁠(d) de Masayuki Yanai⁠(d). 
Obiectul prezintă o orbită caracterizată de o semiaxă mare de 2,2078619 UAi, o excentricitate de 0,19, o înclinație de 5,26096 ° în raport cu ecliptica.